# Ducado de Aiguillon

Escudo de armas de la familia Vignerot du Plessis, descuartizando las armas de Vignerot y de du Plessis de Richelieu.

El Ducado de Aiguillon fue un título nobiliario ligado a la dignidad de Par de Francia. Se creó en agosto de 1599 por Enrique IV agrupando las baronías de Aiguillon, Montpezat, Sainte-Livrade, Madaillan y Almayrac.

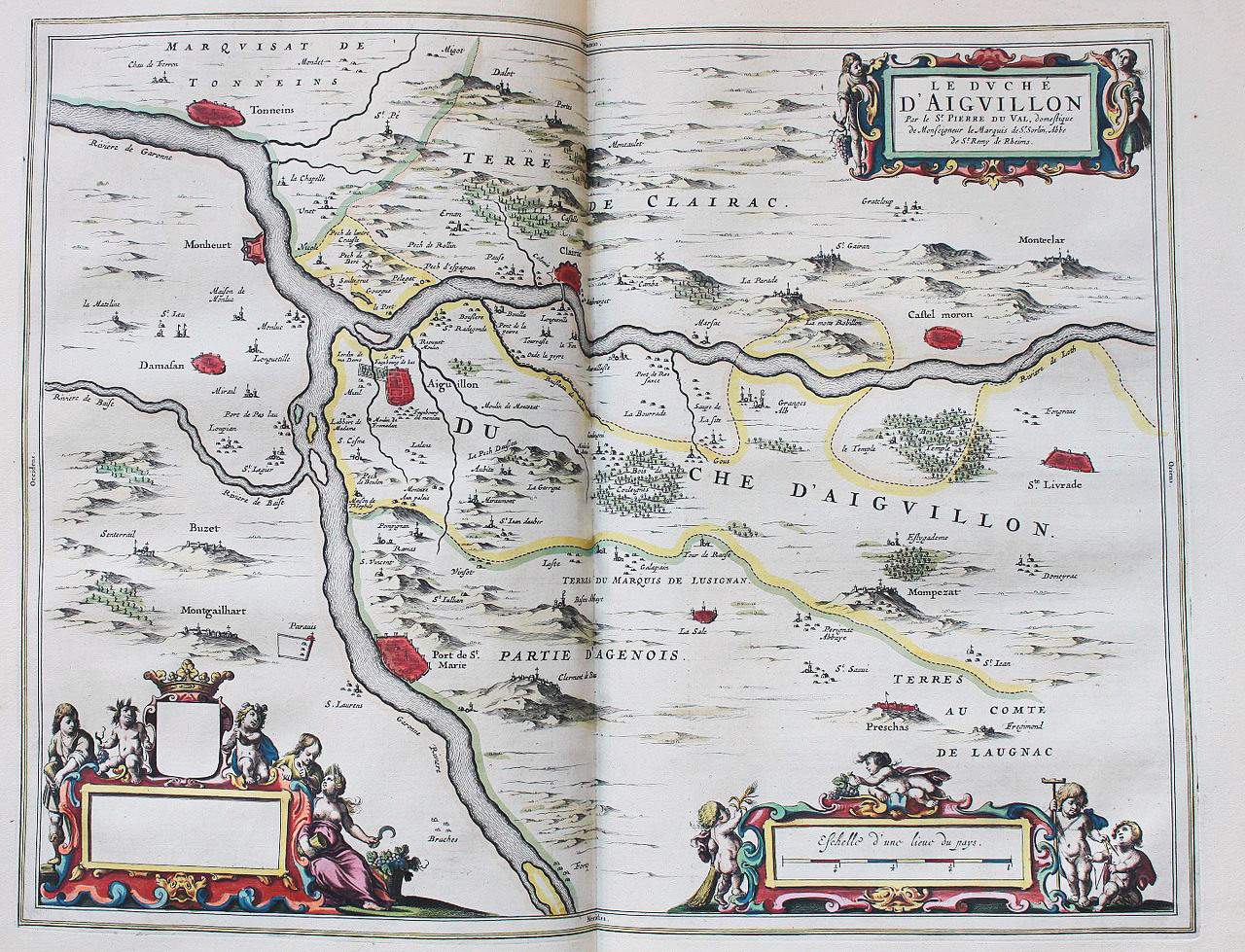
Le Duche D'Aiguillon. Geographia Blaviana. Ámsterdam: Johannes Blaeu, 1659.

## Lista de Duques de Aiguillon
| Desde | Hasta | Duque de Aiguillon                                                              | Notas |
| ----- | ----- | ------------------------------------------------------------------------------- | --- |
| 1599  | 1621  | Enrique de Mayena (1578-1621)                                                   | Primer Duque de Aiguillon. |
| 1621  | 1631  | Carlos de Gonzaga-Nevers (1609 - 1631)                                          | Sobrino del anterior. |
| 1631  | 1632  | Fernando de Mayena (1610 - 1632)                                                | Hermano del anterior, muerto sin descendencia directa. |
| 1632  | 1634  | Ninguno                                                                         | Título incorporado a la Corona francesa. |
| 1634  | 1635  | Antoine de l'Age, duque de Puylaurens (1602 - 1635)                             | En diciembre se 1634 se restablece el ducado, con el título de Duque de Puy-Laurent, en la persona de Antoine de l'Age. En 1635, no obstante, este cae en desgracia y es encarcelado, primero en el Louvre en 1635 y después en Vincennes, donde muere en el mismo año. |
| 1635  | 1638  | Ninguno                                                                         | |
| 1638  | 1675  | Marie Madaleine de Vignerot du Plessis (1604-1675)                              | En enero de 1638 el Cardenal Richelieu adquiere el ducado en beneficio de su sobrina Marie Madeleine, hija de René Vignerot, señor de Pontcourlay y de Glénay, y su mujer Françoise du Plessis, hermana del propio Richelieu. |
| 1675  | 1704  | Marie-Madeleine Thérèse de Vignerot du Plessis (1636-1704)                      | Sobrina de la anterior, por ser hija de Francisco II de Vignerot du Plessis, hermano de Marie Madaleine. En 1692 ingresó en un convento en París. Falleció, sin descendencia, en 1704. |
| 1704  | 1731  | Ninguno                                                                         | En 1704, el título queda extinto. |
| 1731  | 1750  | Armand Louis de Vignerot du Plessis (1683-1750)                                 | El título se restablece el 10 de mayo de 1731 en beneficio de Armand Louis de Vignerot du Plessis, hijo de Louis de Vignerot du Plessis (1654-1730) marqués de Richelieu, conde de Agenois y barón de Québriac, sobrino a su vez de Marie-Madeleine Thérèse. |
| 1750  | 1788  | Manuel Armando de Vignerot du Plessis (1720-1788)                               | Hijo del anterior. Fue Gobernador de Bretaña y, posteriormente, Secretario de Estado y Asuntos Exteriores de Francia. Cayó en desgracia en 1774 al acceder al trono Luis XVI, siendo exiliado en el castillo de Aiguillon. |
| 1788  | 1800  | Armand Désiré de Vignerot du Plessis (1761-1800)                                | Hijo del anterior. Fue uno de los primeros representantes de la nobleza en unirse al tercer estado y fue miembro de la Asamblea Nacional Constituyente. La noche del 4 de agosto de 1789 subió a la tribuna para proponer la recompra a muy bajo interés de los derechos feudales y la renuncia a sus privilegios nobiliarios, lo que le valió la hostilidad de la derecha monárquica. Finalizada la Asamblea Constituyente, regresó al ejército como mariscal de campo en el ejército del Rhin. Su condena de la insurrección parisina del 10 de agosto de 1792 le llevó a ser acusado y obligado a emigrar. Fue fusilado en 1800 cuando se disponía a regresar a Francia. Muere sin descendencia. |
| 1800  | 1822  | Armand Emmanuel du Plessis (1766-1822)                                          | V duque de Richelieu, nieto del mariscal Louis François Armand de Vignerot du Plessis. Después de la Revolución francesa de 1789 le fue ofrecido un cargo en el gobierno; sin embargo él prefirió emigrar, primero a Austria y después a Rusia, donde llegó a ser alcalde de Odesa y, poco después, gobernador general de toda la región litoral del Mar Negro ruso. En 1814, con motivo de la restauración borbónica, regresó a Francia, donde Luis XVIII le reconoció como Par de Francia y Primer Gentilhombre de la Cámara. Ocupó en dos ocasiones el cargo de Primer ministro de Francia, entre el 26 de septiembre de 1815 y el 29 de diciembre de 1818 y entre el 20 de febrero de 1820 y el 14 de diciembre de 1821. Tras su muerte, el título de Duque de Aiguillon pasará a transmitirse de forma conjunta con el del ducado de Richelieu. |
| 1822  | 1879  | Armand François Odet de La Chapelle de Saint-Jean de Jumilhac (1804-1879).      | VI duque de Richelieu. Sobrino nieto del anterior. |
| 1879  | 1880  | Marie Odet Armand Aimable de La Chapelle de Saint-Jean de Jumilhac (1847-1880). | VII duque de Richelieu. Sobrino del anterior. |
| 1880  | 1952  | Marie Odet Jean Armand de La Chapelle de Saint-Jean de Jumilhac (1875-1952).    | VIII y último duque de Richelieu. Hijo del anterior y de su esposa, Alice Heine. Sin descendencia. |